# Nico Vaesen
Nico-Jos Theodoor Vaesen, né le 28 septembre 1969 à Hasselt en Belgique, est un footballeur belge, aujourd'hui agent de joueur.
Évoluant comme gardien de but, il réalise la plus grande partie de sa carrière en Angleterre.

## Biographie
Formé au KSK Tongres où il joue de 1989 à 1993 en D2 belge, Vaesen signe ensuite au Cercle Bruges KSV de 1993 à 1995 puis au SC Eendracht Alost de 1995 à 1998, où il dispute 50 matchs de première division. 
En mai 1998, il part en Angleterre, à Huddersfield Town en Football League (la D2 anglaise). Titulaire pendant trois saisons, il dispute 135 matchs de championnat et est même élu meilleur joueur du club en 1999. En 2001 il signe à Birmingham City, autre club de Football League. Toujours titulaire, il participe à la montée du club en Premier League et dispute la première saison dans l'élite, jusqu'à une grave blessure au genou en mars 2003. Maik Taylor le remplace au but. A Noël, il est prêté à Gillingham FC pour un mois et demi, puis à Bradford City et Crystal Palace, avec lequel il remporte un nouveau barrage de montée en 2004. Il prolonge alors de deux ans son contrat avec Birmingham, mais ne parvient pas à redevenir titulaire. Il est libéré à la suite de la relégation du club en 2006.
Il revient en Belgique, au SK Lierse mais n'y joue que 11 matchs la première saison, qui s'achève sur la relégation du club. Il annonce qu'il arrête sa carrière, puis change d'avis. Il signe avec le KFC Verbroedering Geel pour un an, mais ne joue finalement pas.